# Cyclaspis concepcionensis
Cyclaspis concepcionensis är en kräftdjursart som beskrevs av F. Eduardo Donath-Hernandez 1988. Cyclaspis concepcionensis ingår i släktet Cyclaspis och familjen Bodotriidae. Inga underarter finns listade i Catalogue of Life.